# Braak (motorfiets)
Braak is een Duits historisch merk van motorfietsen.
De bedrijfsnaam was: Motorraderzeugung Johan ter Braak, Gronau in Westfalen
Braak was een Duits merk dat motorfietsen samenstelde met 129cc- en 198cc-Heilo- en Namapo-blokken die in frames werden gebouwd die hoogstwaarschijnlijk door Hugo Gruhn in Berlijn gemaakt waren. De productie begon in 1923, toen honderden van dergelijke kleine motorfietsmerken in Duitsland ontstonden. De meesten maakten zelf frames en kochten motoren bij andere merken in, maar Braak was geheel afhankelijk van toeleveranciers. Doordat er geen mogelijkheden waren om dealernetwerken op te bouwen was men ook nog eens gericht op klanten in de eigen regio. Voor zoveel motorfietsmerken was de klantenkring echter veel te klein en de overlevingskans van Braak werd nog eens verkleind doordat toeleverancier Namapo in 1924 dicht ging en Heilo in 1925 stopte. In dat jaar beëindigde Braak ook zijn productie en framebouwer Hugo Gruhn stopte in 1926.